# Де-Кніпе
Де-Кніпе (нід. De Knipe) — село в нідерландській провінції Фрисландія. Входить до муніципалітету Геренвен.
Його площа становить 5,03км², а населення станом на 2021 рік складало 1 415 осіб.
Перша згадка про населений пункт датується 1622 роком.

## Галерея

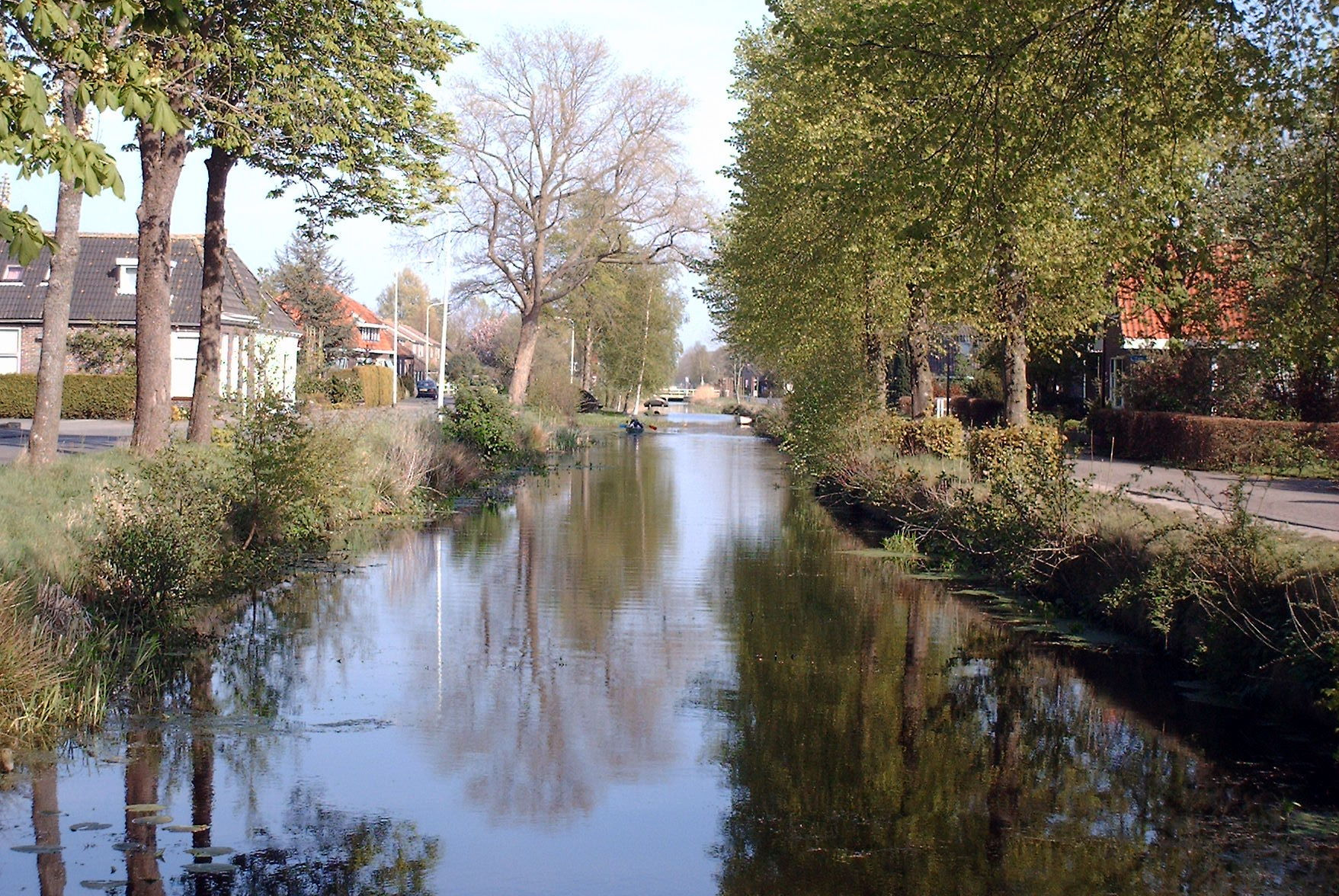
Вид на канал
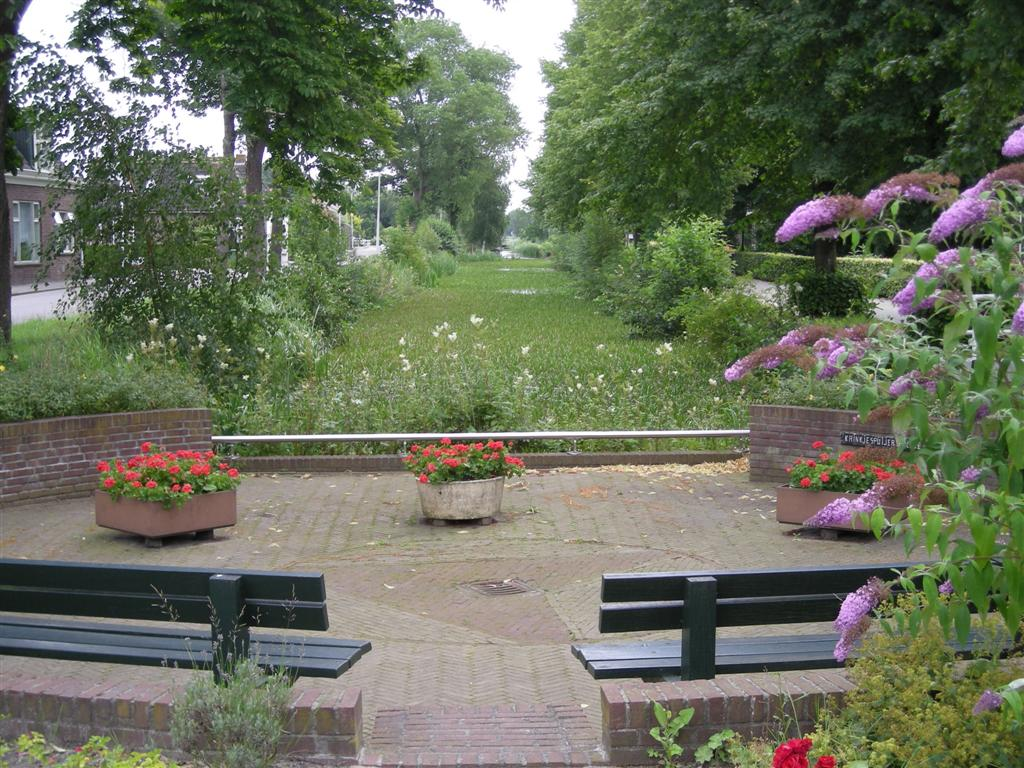
Вид на канал
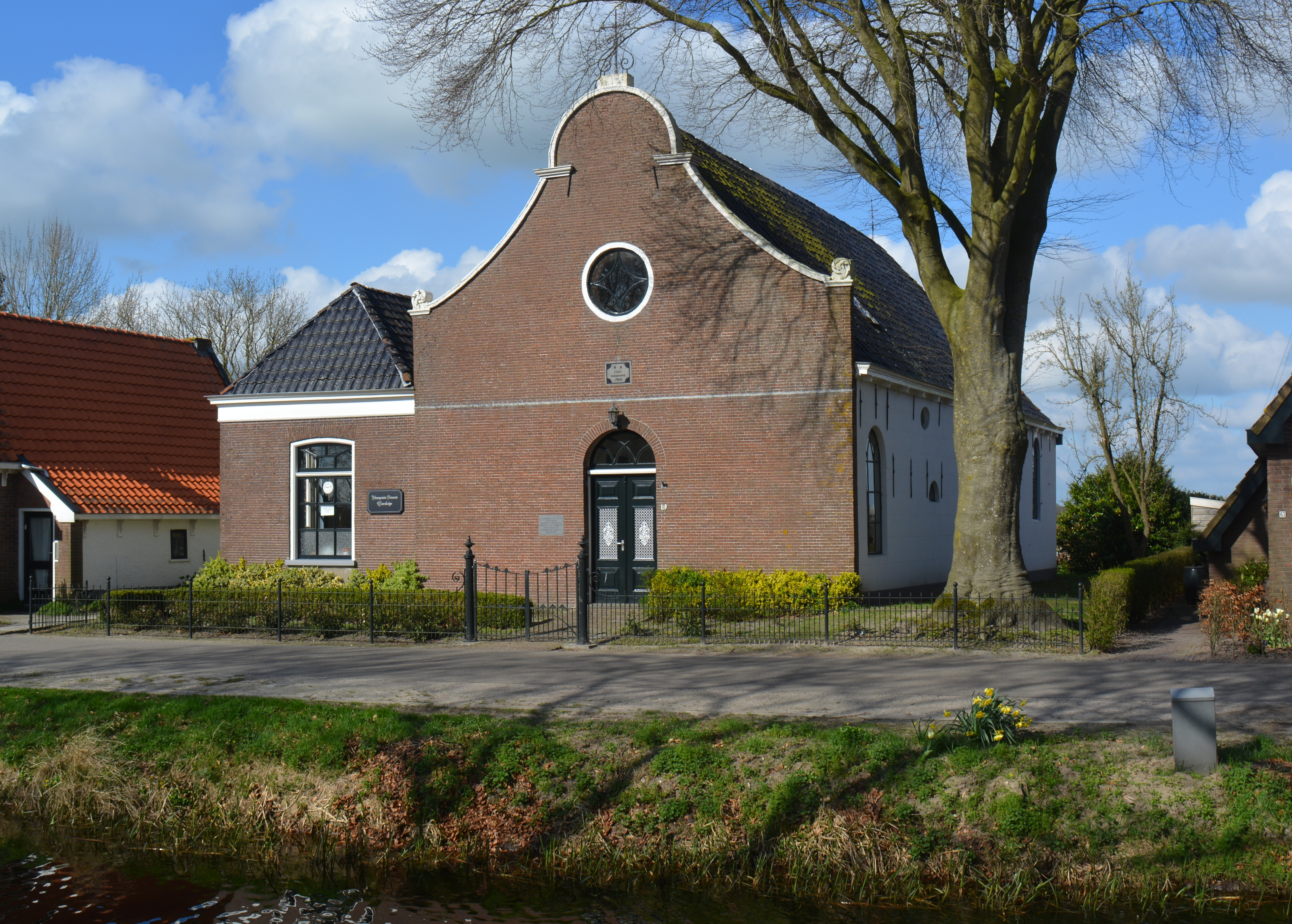
Менонітська церква
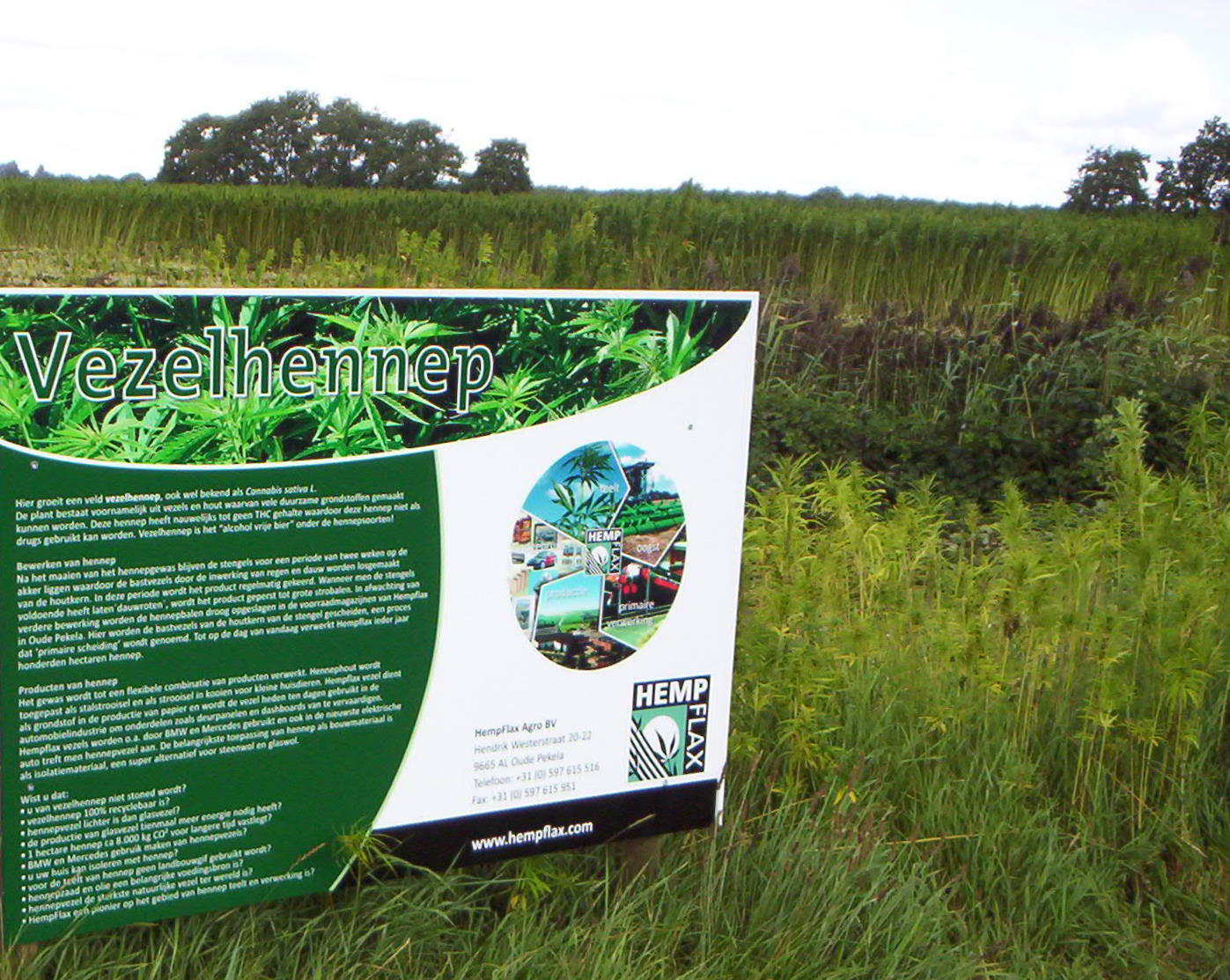
Плантація конопель